# Energetyka słoneczna w Niemczech

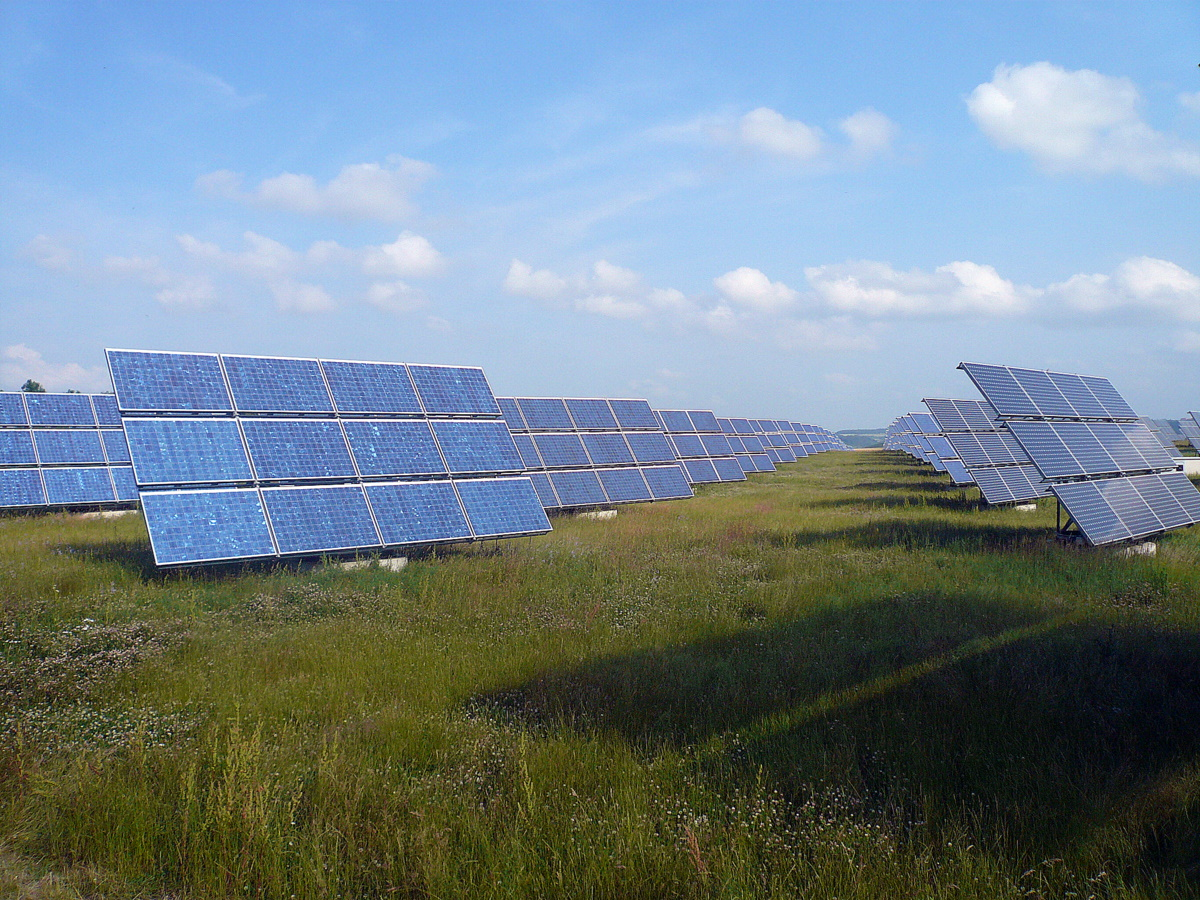
Erlasee Solar Park

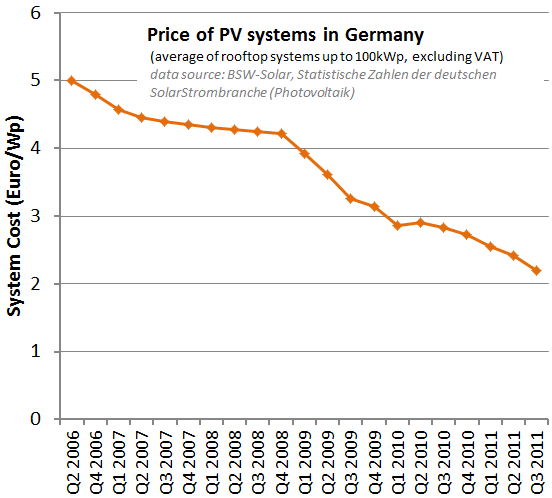
Ceny systemów fotowoltaicznych (dachowych, o mocy do 100kW) w Niemczech

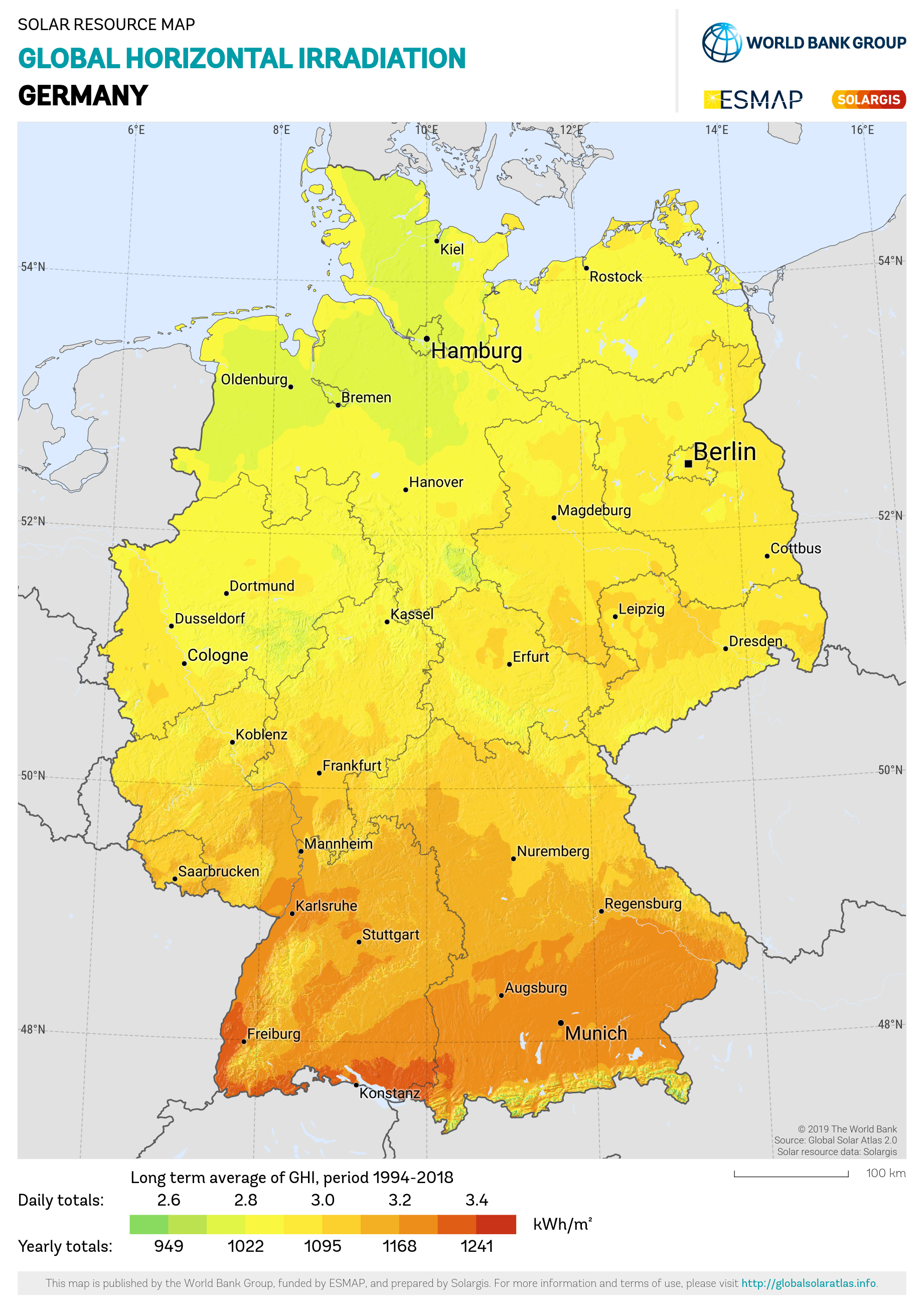
Średnie nasłonecznienie w Niemczech. SolarGIS 2011

Średnia zainstalowana moc PV na 1 osobę w krajach związkowych Niemiec

Energetyka słoneczna w Niemczech – Niemcy posiadają najwięcej na świecie zainstalowanych ogniw słonecznych. Całkowita moc zainstalowana tych ogniw przekroczyła 32 GW w grudniu 2012 oraz 35,5 GW przy końcu listopada 2013.
W Niemczech, w 2012 zainstalowano 7,6 GW nowych instalacji fotowoltaicznych. W 2011 ogniwa PV dostarczyły w Niemczech łącznie 18 TWh a w 2013 - 29,7 TWh, zapewniając ponad 6% całkowitego zapotrzebowania na energię elektryczną kraju. Niemcy postawili sobie za cel, aby do 2020 35% energii elektrycznej było produkowane z odnawialnych źródeł energii.

## Statystyki
Poniższa tabela pokazuje wzrost zainstalowanej mocy i wyprodukowanej energii elektrycznej w ostatnich latach w Niemczech. Słoneczna energia fotowoltaiczna w Niemczech rosła w ostatnich 20 latach w sposób wykładniczy, z 1,5-rocznym okresem podwajania zainstalowanej mocy.
| Rok  | Moc (MW) | Roczna produkcja (GWh) | % całkowitej konsumpcji energii elektrycznej |
| ---- | -------- | ---------------------- | -------------------------------------------- |
| 1991 | 2,0      | 1,6                    | <0,001                                       |
| 1992 | 3,0      | 3,2                    | 0,001                                        |
| 1993 | 5,0      | 5,8                    | 0,001                                        |
| 1994 | 6,0      | 8,0                    | 0,002                                        |
| 1995 | 8,0      | 11                     | 0,002                                        |
| 1996 | 11       | 16                     | 0,003                                        |
| 1997 | 18       | 26                     | 0,005                                        |
| 1998 | 23       | 32                     | 0,008                                        |
| 1999 | 32       | 42                     | 0,008                                        |
| 2000 | 76       | 64                     | 0,01                                         |
| 2001 | 186      | 76                     | 0,01                                         |
| 2002 | 296      | 162                    | 0,03                                         |
| 2003 | 435      | 313                    | 0,05                                         |
| 2004 | 1105     | 556                    | 0,09                                         |
| 2005 | 2056     | 1282                   | 0,2                                          |
| 2006 | 2899     | 2220                   | 0,4                                          |
| 2007 | 4170     | 3075                   | 0,5                                          |
| 2008 | 6120     | 4420                   | 0,7                                          |
| 2009 | 10566    | 6583                   | 1,1                                          |
| 2010 | 17554    | 11729                  | 2,0                                          |
| 2011 | 25039    | 19340                  | 3,2                                          |
| 2012 | 33033    | 26380                  | 4,35                                         |
| 2013 | 36337    | 31010                  | 5,13                                         |
| 2014 | 38343    | 36056                  | 6,08                                         |
| 2015 | 39698    | 38432                  | 6,40                                         |

| Kraj związkowy                | 2010 | 2011 |
| ----------------------------- | ---- | ---- |
| Badenia-Wirtembergia          | 2741 | 3581 |
| Bawaria                       | 6323 | 8067 |
| Berlin                        | 31   | 46   |
| Brandenburgia                 | 564  | 1546 |
| Brema                         | 14   | 25   |
| Hamburg                       | 14   | 22   |
| Hesja                         | 897  | 1207 |
| Dolna Saksonia                | 1511 | 2284 |
| Meklemburgia-Pomorze Przednie | 249  | 520  |
| Nadrenia Północna-Westfalia   | 1961 | 2812 |
| Nadrenia-Palatynat            | 867  | 1175 |
| Kraj Saary                    | 163  | 223  |
| Saksonia                      | 527  | 888  |
| Saksonia-Anhalt               | 408  | 856  |
| Szlezwik-Holsztyn             | 674  | 953  |
| Turyngia                      | 298  | 519  |